# Kliny-Smogorzów
Kliny-Smogorzów – część wsi Szczaworyż w Polsce, położona w województwie świętokrzyskim, w powiecie buskim, w gminie Busko-Zdrój.
W latach 1975–1998 Kliny-Smogorzów administracyjnie należały do województwa kieleckiego.